# Doomsday Blue
Doomsday Blue es una canción de la persona cantautora irlandesa Bambie Ray Robinson, conocide por su nombre artístico, Bambie Thug. Autodescrita como "una ruptura de electro-metal", fue escrita por Robinson, Olivia Cassy Brooking, Sam Matlock y Tylr Rydr. La canción fue autoeditada el 13 de octubre de 2023 como parte de su primer EP, Cathexis.
La canción representó a Irlanda en el Festival de la Canción de Eurovisión 2024, donde terminó en sexto lugar en la final con 278 puntos. Fue la primera vez desde 2018 que Irlanda se clasificó para la final, y la canción se convirtió en el participante con mayor puntuación de Irlanda hasta la fecha. "Doomsday Blue" también obtuvo un éxito comercial, convirtiéndose en la primera canción de Robinson en las listas de éxitos de su país de origen.

## Trasfondo y composición
Doomsday Blue" fue compuesta por Bambie Ray Robinson, Olivia Cassy "Cassyette" Brooking (quien también proporcionó coros no acreditados), Sam Matlock y Tylr Rydr. En entrevistas concedidas por Robinson, Robinson afirma que la canción trata sobre el desamor, el engaño y el dolor del amor no correspondido, y la describe como "explosiva" y "contundente", pero también "dulce" y "conmovedora". En una entrevista con ESCBubble, Bambie dijo que la canción fue escrita originalmente en Wembley. Explicó que mientras escribían la canción con Rydr, tenían la intención de incluir tantos géneros diferentes como fuera posible, y describió la canción como "desafiante contra el género". Elle describió la composición de la canción como una mezcla de rock alternativo, pop y jazz. También describió la canción como "una ruptura del electro-metal" que muestra su estilo musical y su interpretación, incluido el uso de una variedad de géneros y "cambios de cosas" al final de la canción. Mark Savage de la BBC describió la canción como "sobre cómo pasar por alto el potencial [de une] y la marginación de la comunidad queer". La letra de la canción presenta numerosos "hechizos", incluido el encantamiento "Avada Kedavra", una frase popularizada por la franquicia Mundo Mágico, en la que se utiliza para referirse a la "Maldición Asesina", una maldición que causa la muerte instantánea e indolora. En una publicación en Twitter, Robinson afirmó que, como persona no binaria, "no era une fanátique" de J. K. Rowling debido a sus puntos de vista sobre temas transgénero, sino une "fanátique de ser inteligente con el lenguaje".
Según Robinson, inicialmente se presentó a Eurosong 2024 para "maldecir" los recuerdos de haber sufrido una violación en mayo de 2023 por un conocido anónimo, unas tres semanas antes de su debut en el festival. Al postularse para Eurosong, decidió que de las canciones que habían considerado, "Doomsday Blue" funcionaba mejor para Eurovisión y la audiencia irlandesa. El 11 de enero de 2024, Robinson fue anunciado oficialmente como participante en Eurosong 2024.

## Vídeo musical y promoción
El 8 de marzo de 2024 se lanzó un vídeo musical adjunto y fue producido por la productora CAMP, con sede en Dublín. Según Robinson, inicialmente tenía la intención de que el video fuera "muy oscuro", pero cedió después de escuchar que a los niños les gustó su canción, y en lugar de eso la hicieron "un poco más cursi, espeluznante y cómica".  El video musical presenta a una joven bruja escribiendo en una "Biblia en llamas" para elegir un novio, transfiriéndose luego a un "mundo de sueños de color caramelo" que, según Robinson, se inspiró en los colores de la bandera transgénero. Más tarde, el novio termina convirtiéndose en una criatura con el mundo derrumbándose, lo que marca el comienzo de una relación tóxica y, para Robinson, "lo rápido que una situación puede volverse insegura [para las personas queer]".
Para promocionar aún más la canción, Robinson confirmó su intención de participar en varias fiestas previas de Eurovisión durante los meses de marzo y abril, incluida la Pre-Party ES 2024 el 30 de marzo, la Fiesta de Eurovisión 2024 en Londres el 7 de abril, y Eurovision in Concert 2024 el 13 de abril.

## Recepción crítica

### Medios y personalidades irlandesas
"Doomsday Blue" ha recibido elogios de numerosos participantes irlandeses en Eurovisión. Johnny Logan, que ganó Eurovisión para Irlanda en 1980 y 1987, declaró en el Sunday World que creía que la canción podría ganar el concurso, elogiando la singularidad de la canción y sus efectos visuales. La participante irlandesa de 2022, Brooke Scullion, también creía que la canción podría ganar. Varios reporteros de ritmo también han elogiado la canción; Rita Dabrowicz, escritora del sitio de reseñas de música independiente Vanadian Avenue, elogió la canción y expresó su creencia de que "[Robinson] traerá consigo un espectáculo increíble que seguramente será recordado durante mucho tiempo". Es Power, escritor de The Irish Times, elogió la canción como una "mezcla azucarada y especiada de pop y metal industrial [que] sin duda aterrizará con fuerza en Malmö. Power escribió más tarde que pensaba que la canción era "un emocionante retroceso a la herencia precristiana de Irlanda".
Numerosas personalidades y grupoos conservadores han criticado la canción y a Robinson. Hermann Kelly, líder del Irish Freedom Party, un partido político de extrema derecha, publicó un tuit comparando a Robinson con el participante irlandés de Eurovisión de 2008, El pavo Dustin, y calificando la canción como "tontería woke [típica] del establishment irlandés" que "celebra el satanismo". El 6 de febrero, más de 2.000 personas firmaron una petición pidiendo descalificar a Robinson para competir en Eurovisión, basándose en que "[Robinson] se burla de la cultura nacional [irlandesa]". Dos días después, el padre Declan McInerney, un sacerdote católico irlandés , también criticó duramente la canción y a Robinson, afirmando en un sermón que "el pobre diablo no puede ni cantar ni bailar", al tiempo que afirmaba que Robinson estaba tratando de empujar "ciertas orientaciones" sobre el público irlandés y declarando que "[Irlanda] está acabada como país".

### Medios relacionados con Eurovisión y otros
Entre otros medios de comunicación, la recepción de la canción ha sido mixta. En una reseña de Wiwibloggs que contiene varias reseñas de varios críticos, la canción obtuvo una calificación de 5,97 sobre 10 puntos, ocupando el puesto 26 entre 37 canciones en la clasificación anual del sitio.